# Ільчигуловська сільська рада (Міякинський район)
Ільчигу́ловська сільська рада (рос. Ильчигуловский сельский совет) — муніципальне утворення у складі Міякинського району Башкортостану, Росія. Адміністративний центр — село Ільчигулово.

## Населення
Населення — 782 особи (2019, 978 в 2010, 1107 в 2002).

## Склад
До складу поселення входять такі населені пункти:
| Населений пункт     | Населення, осіб (2002) | Населення, осіб (2010) |
| ------------------- | ---------------------- | ---------------------- |
| Ільчигулово, село   | 630                    | 569                    |
| Наристау, село      | 397                    | 331                    |
| Сергієвка, присілок | 80                     | 78                     |